# Morizécourt
Morizécourt es una comuna francesa situada en el departamento de Vosgos, en la región de Gran Este.

## Demografía
| 177 | 169 | 160 | 150 | 150 | 141 | 96 |
| Para los censos de 1962 a 1999 la población legal corresponde a la población sin duplicidades (Fuente: INSEE [Consultar]) |     |     |     |     |     |    |